# Catastrophe de Buncefield

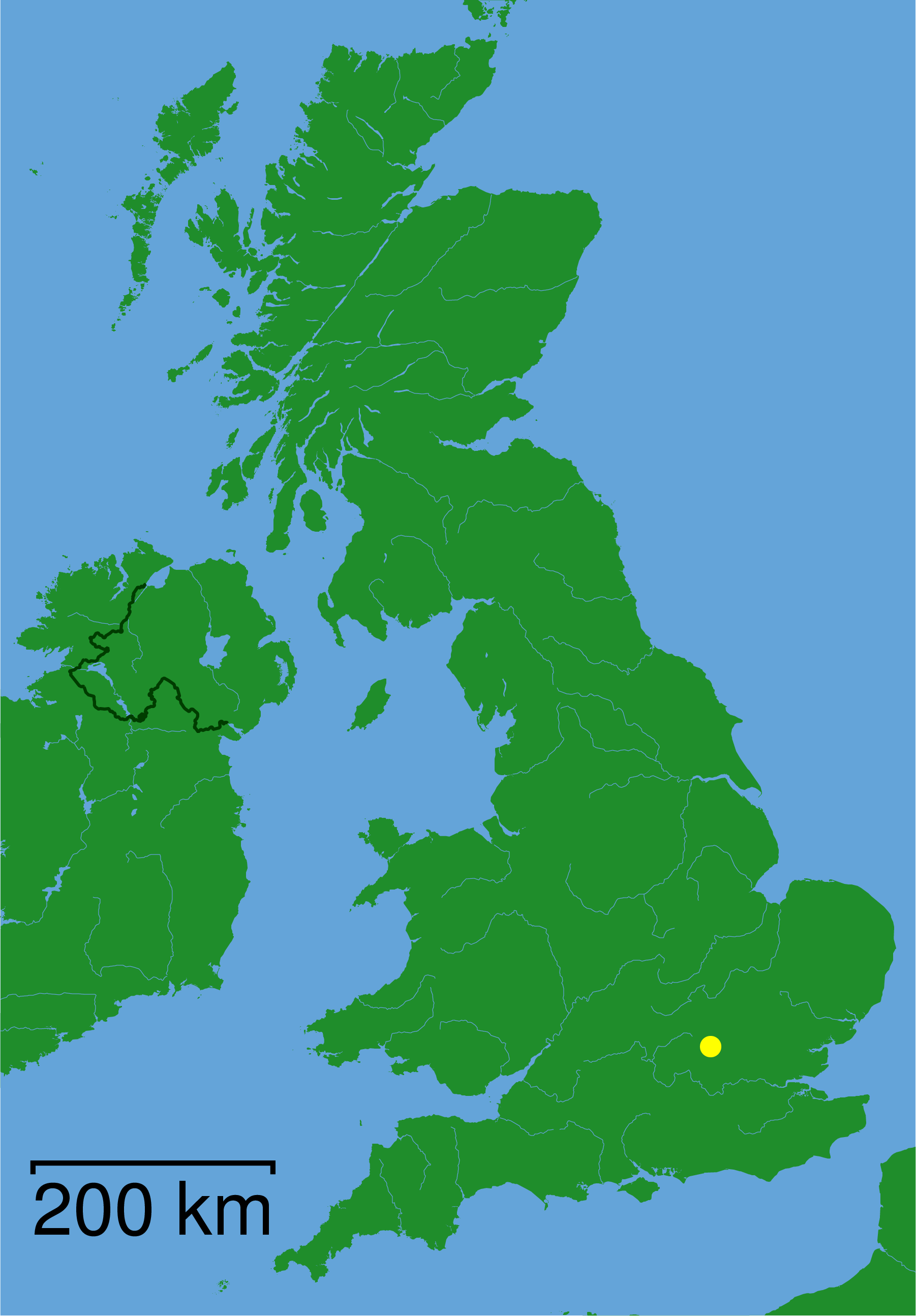
Emplacement de Hemel Hempstead.

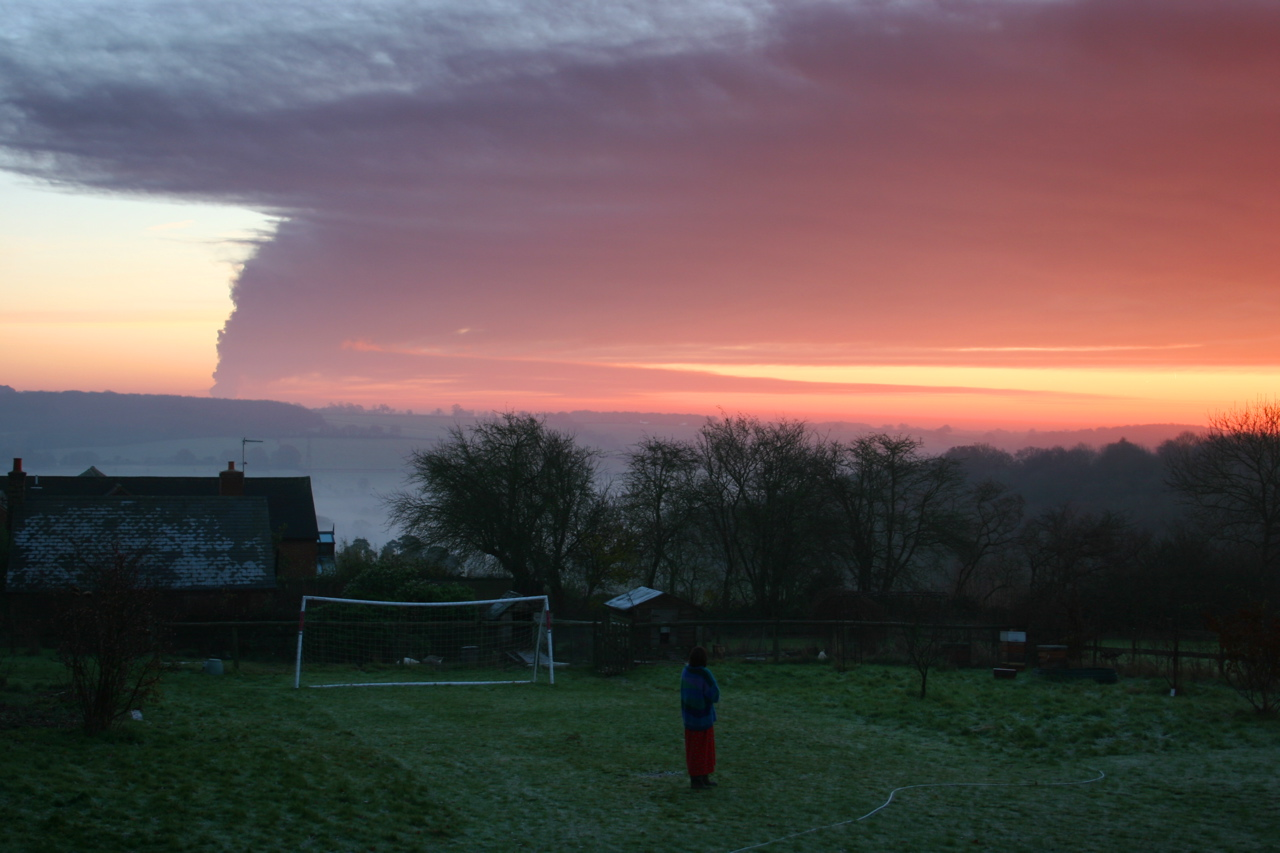
Nuage de fumée vu de Dunsmore, à environ 32 km de l'incendie.

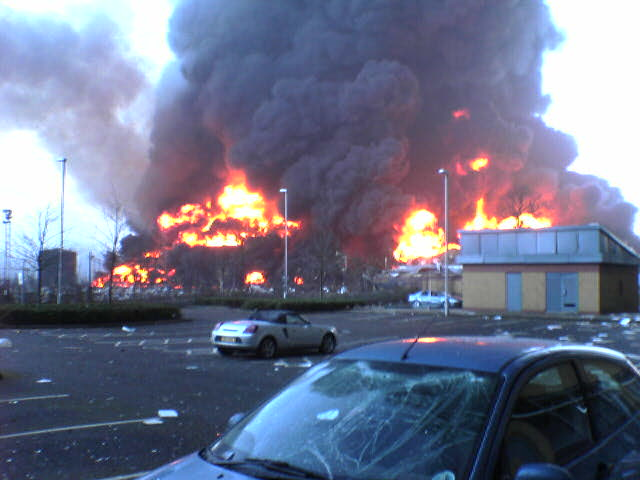
L'incendie vu depuis un endroit entre les édifices Northgate et 3Com.

La Catastrophe de Buncefield est une série de trois explosions survenues tôt le matin du 11 décembre 2005 au dépôt de carburant de Buncefield (en), près de Hemel Hempstead à une quarantaine de kilomètres au nord de Londres en Grande-Bretagne.
Ces explosions ont déclenché un incendie très important, « peut-être le plus important de ce type en Europe en temps de paix » estimait à cette époque le chef des pompiers du Hertfordshire, Roy Wilsher.

## La catastrophe
Le 11 décembre, entre 6 h et 6 h 30 du matin (heure locale et UTC), trois explosions sont survenues dans le dépôt de carburant de Buncefield. Ce dépôt est géré conjointement par Total et Texaco, où se trouvent également Shell et BP.
Faisant voler en éclats les fenêtres des bâtiments voisins, plusieurs incendies très importants ont suivi. Des flammes s'élevaient dans le ciel, obscurci par un épais nuage de fumée. Les déflagrations ont été si puissantes qu'elles ont été ressenties dans toute une partie de Londres et de sa banlieue.
Pour maîtriser l'incendie, 180 sapeurs-pompiers du Hertfordshire appartenant à seize brigades ont été mobilisés. L'incendie a été déclaré maîtrisé le 13 décembre — seules quelques flaques de pétrole sur le sol restaient à éteindre —, après avoir déversé plus de 68 000 m3 d'eau et environ 786 m3 d'émulseur.

## Causes
Certains habitants ont dit avoir entendu un avion voler à basse altitude juste avant la première déflagration. Mais dans un communiqué, la police assure que rien ne suggère qu'un avion ait été impliqué. Selon elle, l'origine de la catastrophe est accidentelle, une enquête sera ouverte pour en déterminer précisément les causes.
Une équipe d'investigation de l'UK HSE et de L'EA mène l'enquête.
Les premiers éléments de l'enquête, en particulier la vidéo surveillance du site et des sites voisins, montrent qu'il y a eu un phénomène dit d'UVCE (Unconfined Vapour Cloud Explosion). Il semble qu'il y ait eu une fuite dans l'une des cuvettes, le produit (on ne sait pas encore lequel) s'est évaporé et a généré la formation d'un nuage (mélange air - hydrocarbures), ce nuage a dérivé hors de la cuvette, a atteint une source d'inflammation (on ne sait pas encore quoi) et a explosé. La suite, ce sont des incendies de bacs et de cuvettes.

## Conséquences

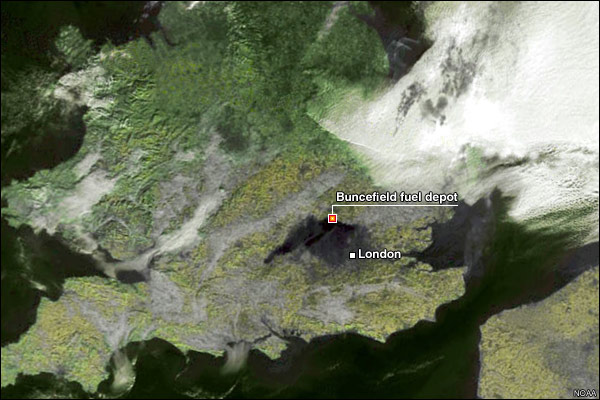
Image satellite du nuage créé par l'incendie du dépôt.

Au total, quarante-trois personnes ont été blessées à la suite de la catastrophe, dont deux dans un état grave. Au regard de l'importance de la catastrophe, le bilan humain est « miraculeux » selon le chef de la police locale, Frank Whiteley.
Environ 2 000 personnes habitant à proximité ont été évacuées peu après la catastrophe, de peur de nouvelles détonations. Mais certaines ont regagné leur domicile dès le dimanche soir.
L'impact écologique est jugé peu important. « Il y a eu des niveaux élevés de pollution sur de courtes périodes de temps, mais toutes ont été en dessous des standards de qualité de l'air », a déclaré Michael Clark, responsable scientifique de l'Agence britannique de santé publique (HPA). Le nuage de fumée serait constitué en majorité de particules de carbone, mais des relevés sont en cours pour déterminer précisément sa composition. Se diluant progressivement dans l'air, le nuage du fumée est passé à haute altitude au-dessus de la France (en Bretagne et en Normandie) le 13 décembre. Il est prévu qu'il atteigne également l'Espagne. Les experts consultés par le ministère français de l’Ecologie et du Développement durable estiment que l’ensemble des polluants présents dans ce panache sont dilués lors du déplacement atmosphérique, les risques liés à ce nuage paraissant ainsi faibles.
Selon les autorités, bien que le site soit la cinquième plus importante réserve de pétrole de l'Angleterre (il contenait 150 000 tonnes de carburants) sur les cinquante existantes et approvisionnait une grande partie du sud-est de l'Angleterre, dont les aéroports de Luton et Heathrow, aucune pénurie d'essence n'est prévue.
Concernant les conséquences financières, Total et Texaco estiment que le nettoyage du site coûtera entre 7,5 et 10 millions d'euros. À cela doit s'ajouter 37 millions d'euros pour la reconstruction. La valeur du carburant partie en fumée doit dépasser les 52 millions d'euros. Plusieurs centaines d'entreprises se trouvant dans la zone industrielle de Maylands à Hemel Hempstead ont annoncé avoir subi des dommages. Par exemple, Scottish and Newcastle a déclaré avoir perdu pour 15 millions d'euros en vins et spiritueux après que son entrepôt a été endommagé par la catastrophe.
L'enquête a par la suite établi que l'accident était dû au débordement d'une citerne contenant 300 tonnes de pétrole, suivi de l'inflammation des émanations qui s'étaient formées, provoquant ainsi une explosion gigantesque d'une magnitude de 2,4.
Cinq sociétés, dont le groupe pétrolier français Total, ont été condamnées le 16 juillet 2010 par un tribunal britannique à plus de neuf millions de livres d'amendes (environ onze millions d'euros), aux motifs de violation des règles de protection et de sécurité. Concernant le seul groupe Total, il a été condamné à une amende de 3,6 millions de livres et à 2,6 millions de frais de justice. Quant aux autres entreprises, Hertfordshire Oil Storage Limited (HOSL), co-entreprise entre Total et le groupe américain Chevron (propriétaire du site de Buncefield), est condamnée à une amende de 1,45 million de livres et un million de frais de justice ; trois sociétés britanniques ont également été condamnées : British Pipeline Agency Ltd doit s'acquitter de 300.000 livres d'amende et 480.000 de frais de justice, pendant que Motherwell Control Systems 2003 Ltd et TAV Engineering Ltd se voient infliger chacune 1.000 livres d'amende et 500 livres de frais.
Dans une procédure distincte, le groupe Total avait été condamné le 20 mars 2009 à assurer seul le dédommagement, à une série de plaignants, individus et entreprises, des dégâts provoqués par l'incendie du dépôt de carburant de Buncefield, évalués à 750 millions de livres (environ 800 millions d'euros).